# Јакша
Јакша је словенско име које се јавља у Хрватској и Србији и у обе земље је изведено од имена Јаков. То је мушко име, мада је на сајту namepedia окарактерисано као женско хрватско име. Име Јакша се јавља и у Републици Српској.

## Популарност
У Хрватској ово име је популарно, а посебно је било током седамдесетих година двадесетог века и то у Сплиту, Загребу и Каштелу.